# Gopuram

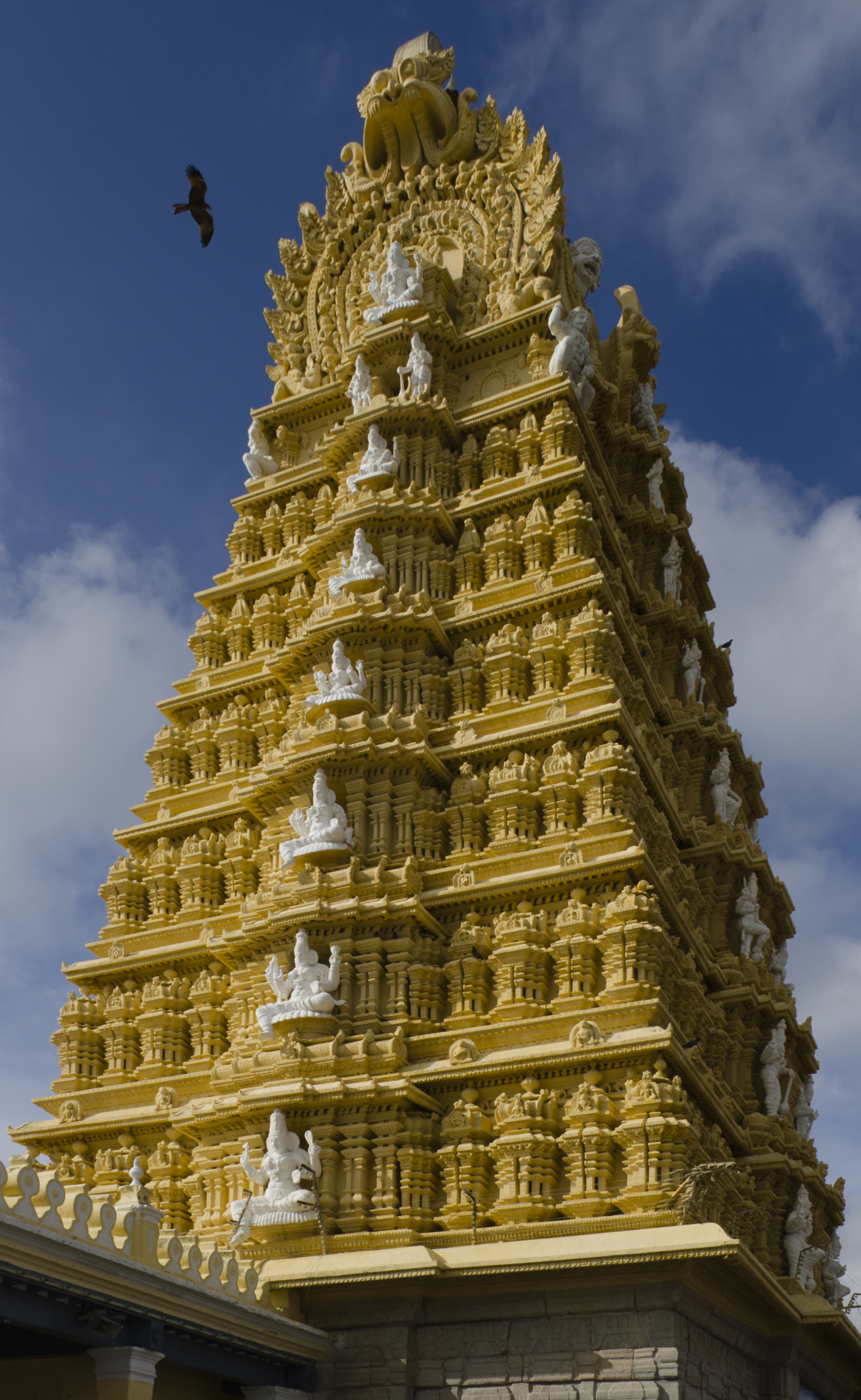
Gopuram des Sri-Chamundeshwari-Tempels, Mysuru

Gopuram (Tamil கோபுரம் kōpuram, „Königs-Feste“) ist in der religiösen Architektur in Südindien ein Torturm, der den Zugang zu dem von einer Mauer eingefassten Tempelbezirk gewährt.

## Geschichte und Architektur
Gopurams entstanden ab dem späten 7. Jahrhundert im südindischen Gebiet des heutigen Tamil Nadu, wo heute auch die größte Anzahl existiert. Beispielsweise findet man sie am Kailasanatha-Tempel in Kanchipuram (um 700) oder am Brihadishvara-Tempel in Thanjavur (um 1000); die meisten stammen jedoch aus jüngerer Zeit. Sie sind ein charakteristisches Merkmal der dravidischen hinduistischen Tempel-Architektur. Sie dienen in erster Linie dazu, den heiligen Bezirk des Tempels weithin sichtbar nach außen hin abzugrenzen und bestehen aus einem durch Nischen gegliederten und mit Wächterfiguren (dvarapalas) geschmückten Steinsockel, auf dem sich ein in Stein und Stuck ausgeführtes, mehrstöckig gestuftes, meist mit überbordendem und häufig polychrom ausgeführten Skulpturenschmuck versehener Turm erhebt. Die Skulpturen und Figuren stellen Themen aus der hinduistischen Mythologie da, insbesondere jene, die mit der präsidierenden Gottheit des Tempels in Verbindung stehen. Der obere Abschluss wird meist von quer gelagerten Langdächern gebildet, deren Frontseiten reich verziert sind. Die nach oben verkürzenden Stockwerke der jüngeren Gopurams sind durch seitlich angebrachte Treppenstufen innen begehbar. 
Die zentralen Öffnungen im Zentrum jedes Stockwerks gestatten dabei beeindruckende Blicke über den Tempel und über die jeweilige Stadt. Gopurams waren zu Beginn Einzelbauten; später jedoch wurden zwei und sogar vier Tempelzugänge in allen vier Himmelsrichtungen errichtet. Größere Komplexe, so genannte „Tempelstädte“, weisen mehrere konzentrische Ringe von Umfassungsmauern mit zentralen Gopuram-Zugängen auf. Die Größe der Gopurams nimmt dabei von außen nach innen ab. Der 21-stöckige und mit rund 76 m Höhe bisher höchste, ist der von 1990 bis 2008 erbaute und zum Murudeshwara-Tempel gehörende Gopuram. Er verfügt als einziger aller Gopurams über einen Lift.
In Deutschland existiert bisher ein Tempel mit einem Gopuram in Originalform, und zwar der Sri-Kamadchi-Ampal-Tempel Hamm. Weltweit werden noch heute von gläubigen Tamilen mit Gopurams ausgestattete Tempel errichtet.

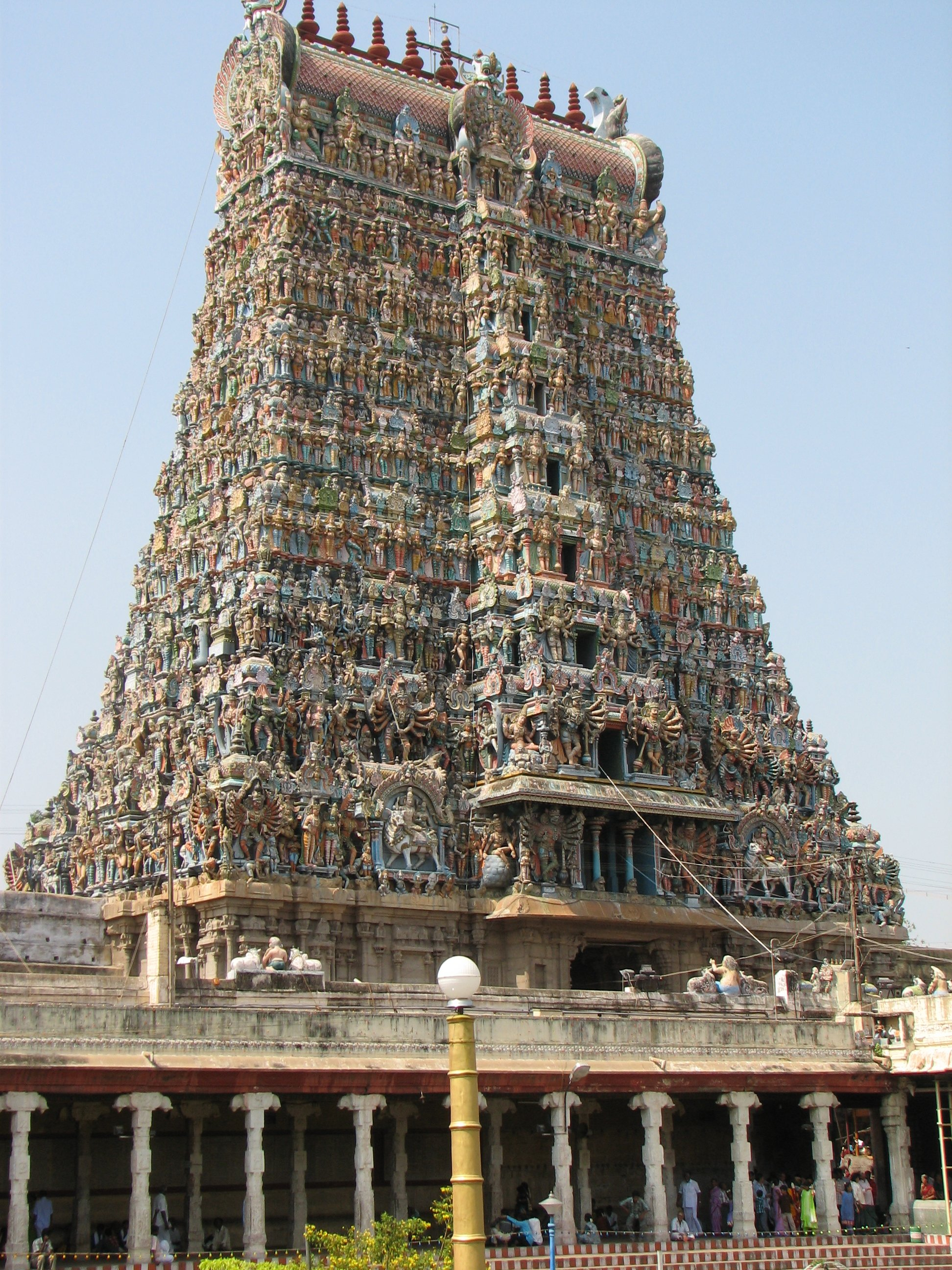
Südgopuram des Minakshi-Tempels in Madurai
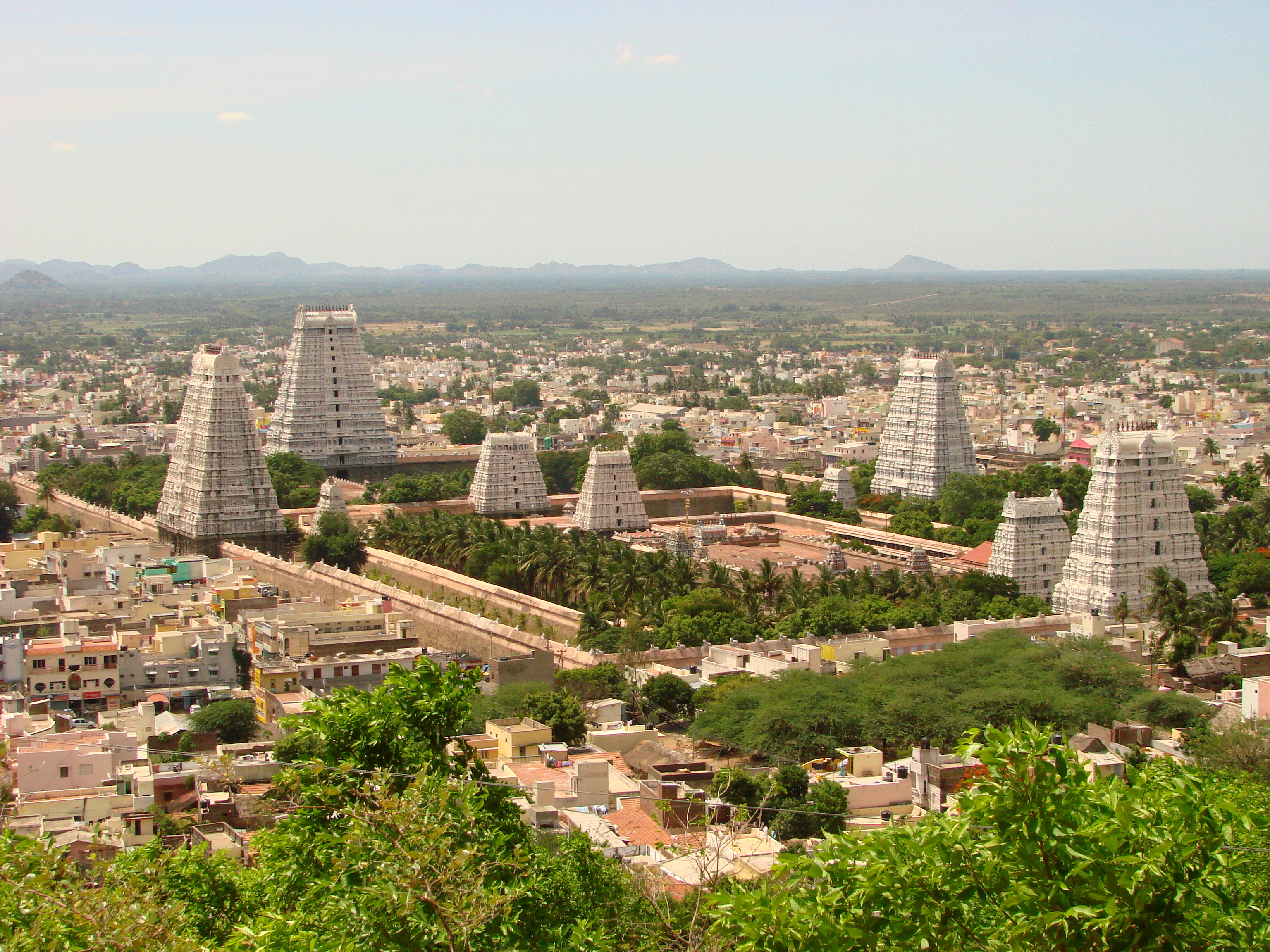
Die Gopurams des Arunachaleswara-Tempel in Tiruvannamalai
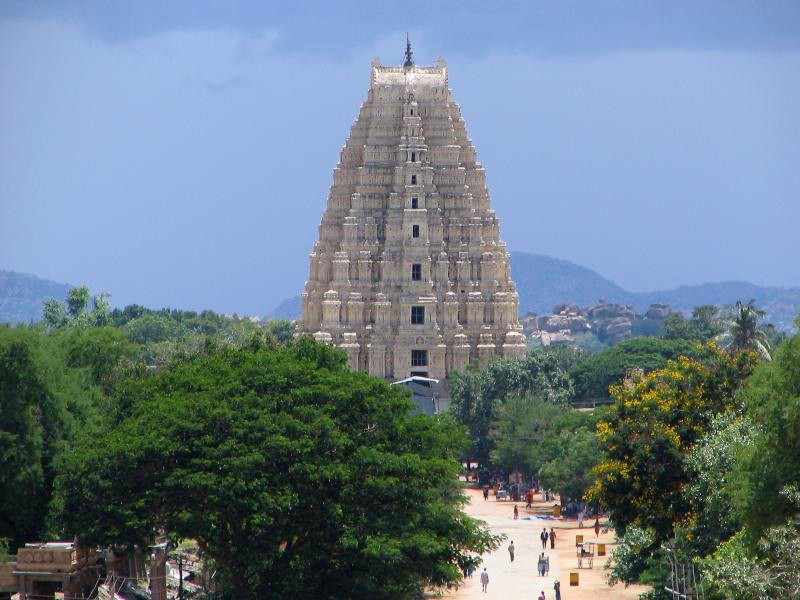
Gopuram des Virupaksha-Tempels in Hampi
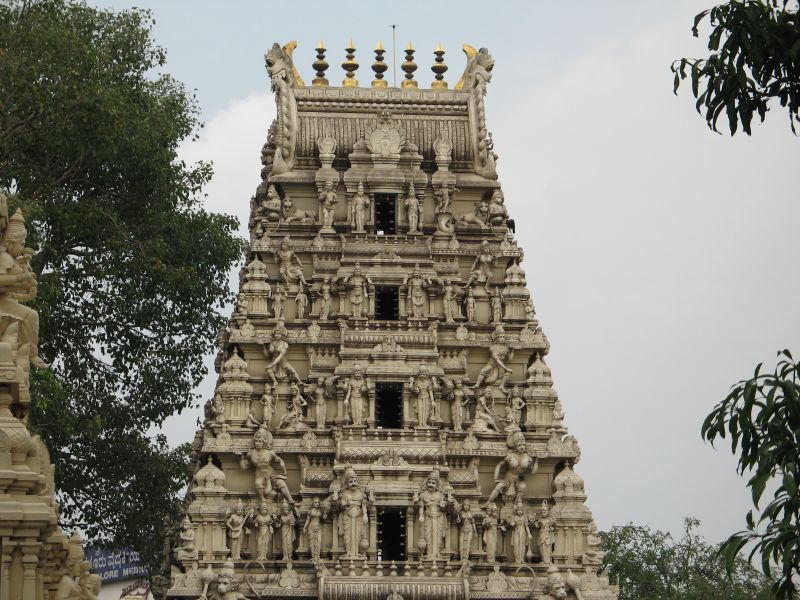
Gopuram im Sommerpalast des Sultans in Bangalore
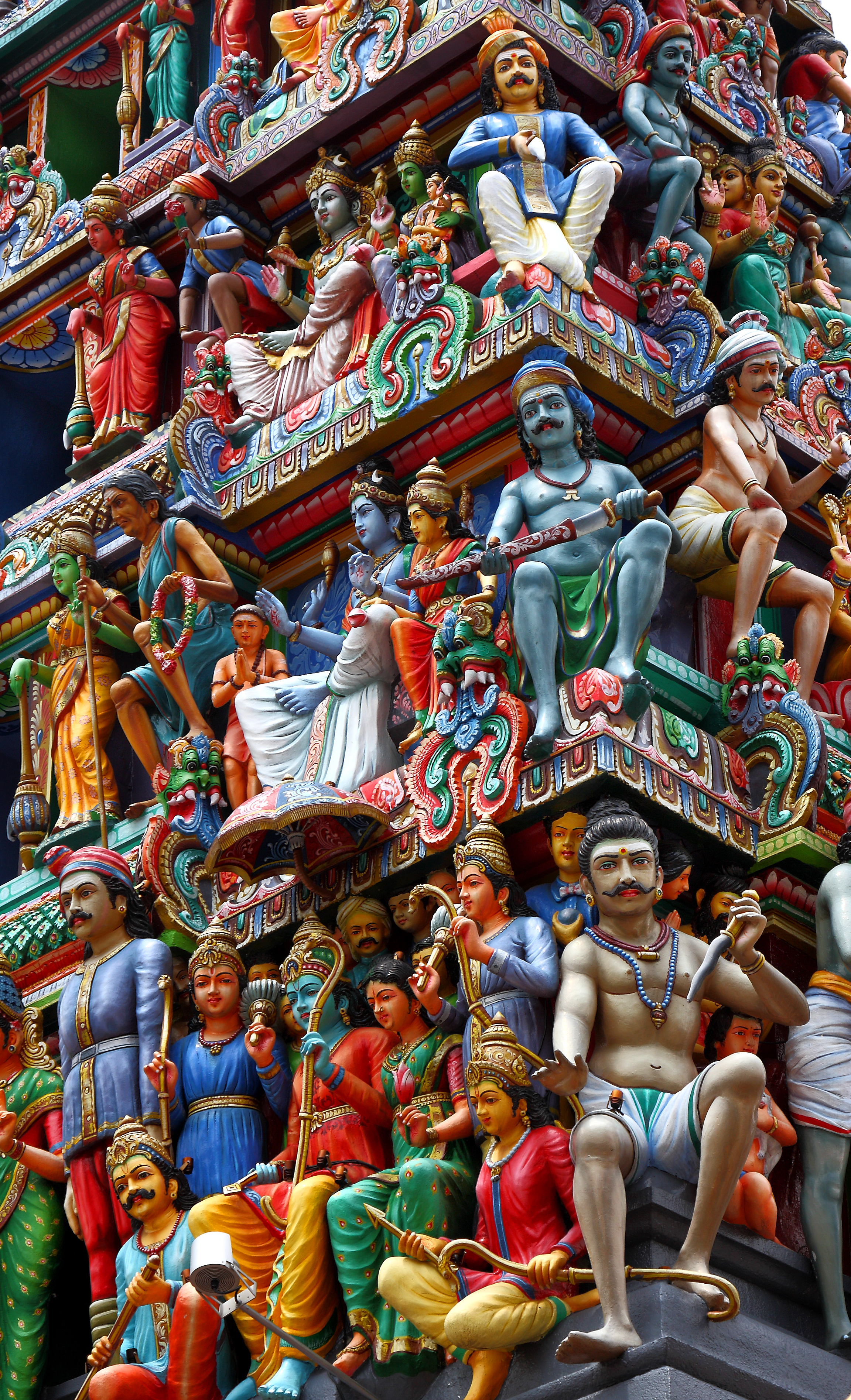
Detailansicht des Gopurams im Sri-Mariamman-Tempel in Singapur
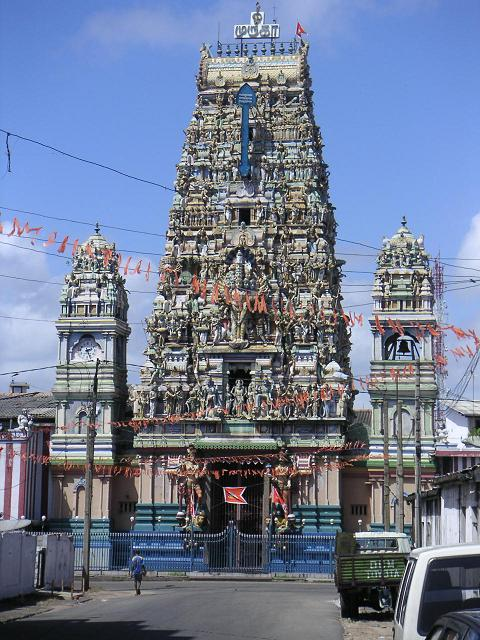
Gopuram in Colombo, Sri Lanka

## Gopurams in Südostasien
Auch in den südostasiatischen Regionen des heutigen Kambodscha, Vietnam und Thailand, die schon früh von indischer Kultur und Religion beeinflusst wurden, bildeten Gopurams die Zugangsportale von Tempelanlagen. Ausgehend von Angkor wurden sie, obwohl ursprünglich aus dem Hinduismus kommend, auch auf buddhistischen Tempelarealen errichtet.

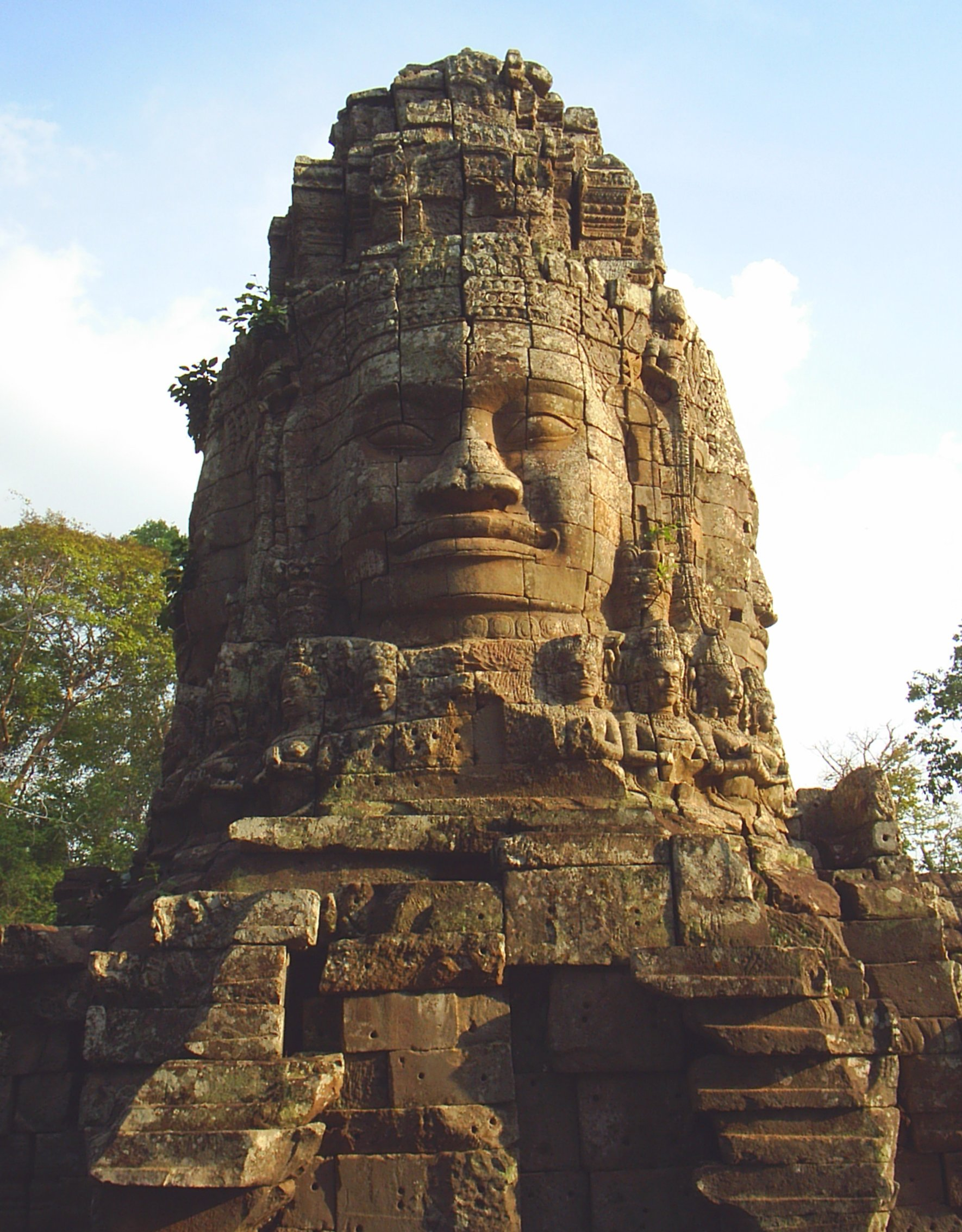
Gopuram mit Monumentalgesichtern, Ta Prohm, Angkor
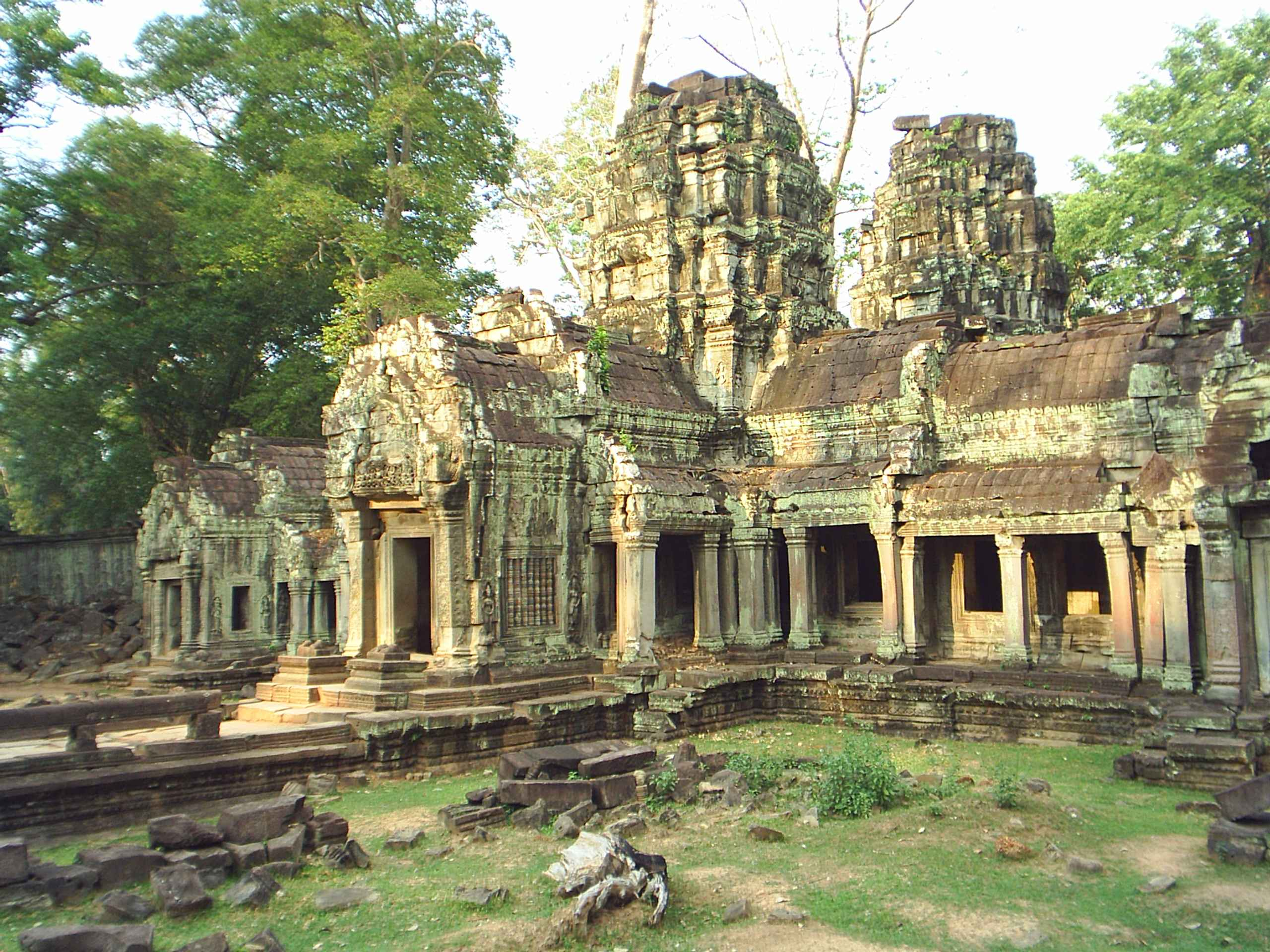
Ta Prohm-Gopuram, Angkor
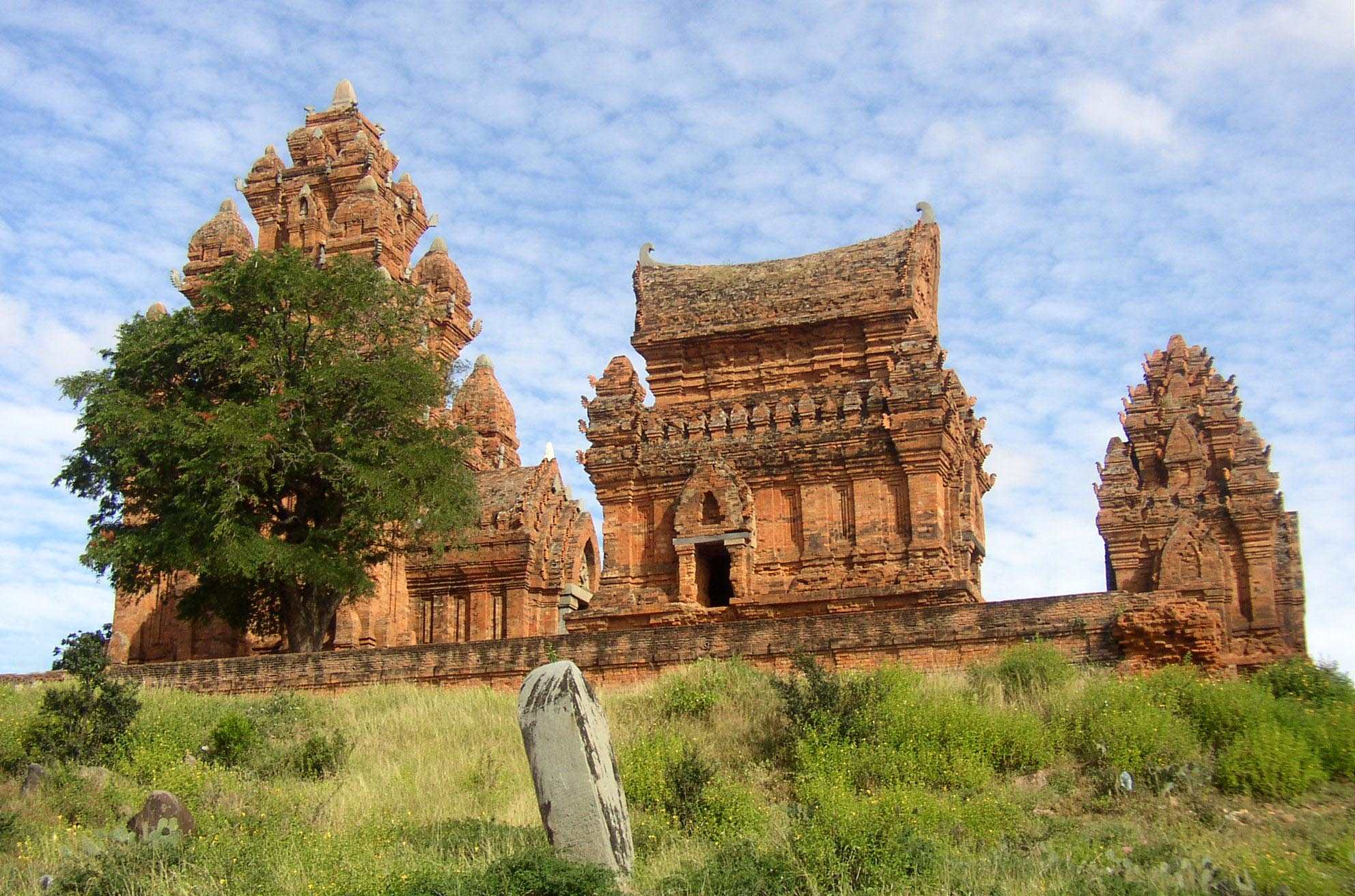
Po Klong Garai, nahe Phan Rang, Vietnam
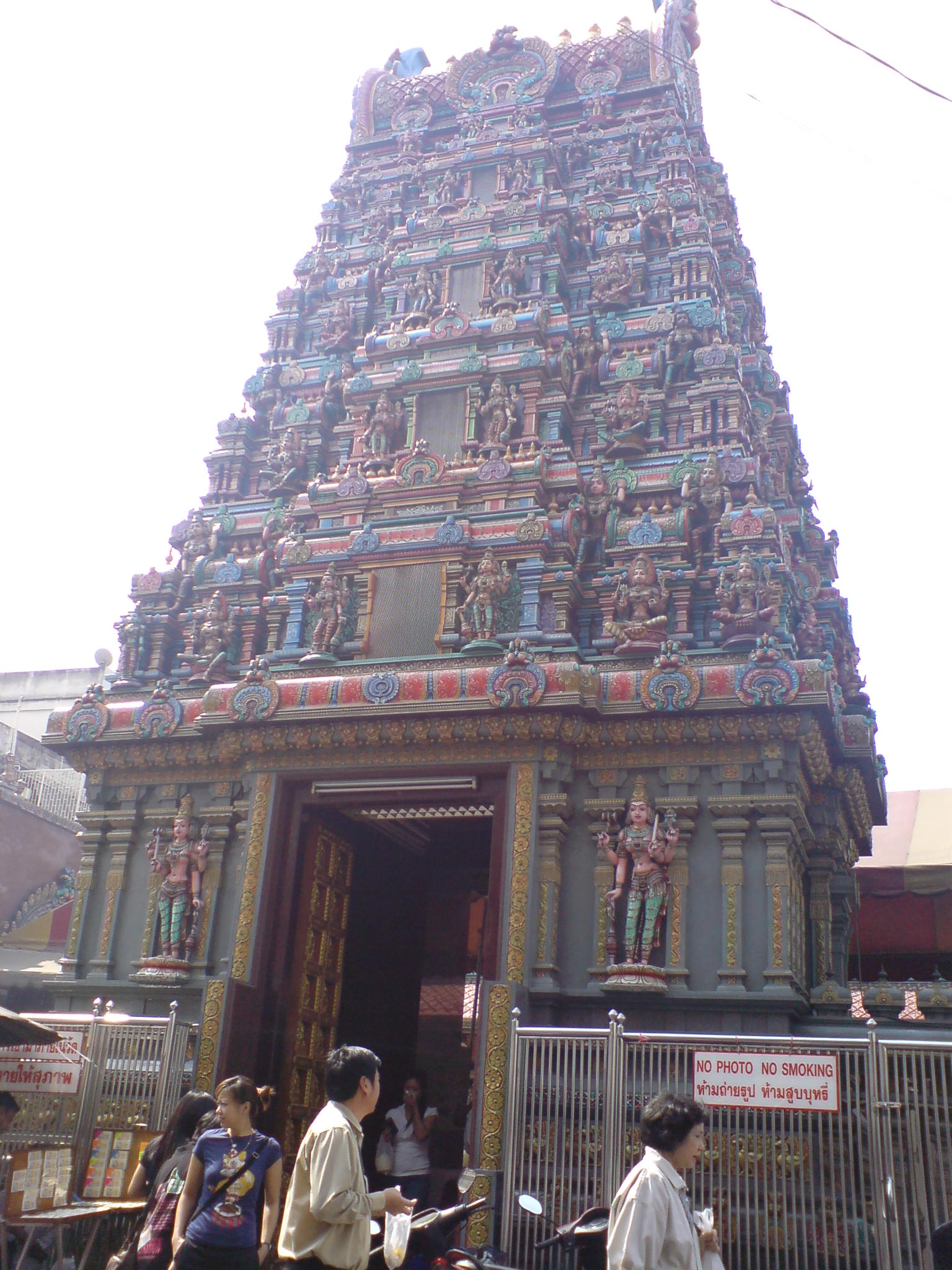
Mariyamman Tempel, Bangkok, Thailand